# Costituzione della Repubblica Popolare Cinese (1975)
La Costituzione della Repubblica Popolare Cinese del 1975 è la seconda Costituzione della RPC, approvata dal IV Congresso nazionale del popolo nel gennaio 1975.
La Costituzione fu varata nel culmine della Grande Rivoluzione Culturale Proletaria, quindi includeva termini quali social-imperialismo, definiva il marxismo-leninismo-pensiero di Mao Zedong la "base teorica che guida il pensiero della nostra nazione" e riaffermava il ruolo del Partito Comunista Cinese come nucleo dirigente della società. In questa Costituzione, a differenza di quella del 1954, era esplicitato che il Comitato centrale del Partito Comunista Cinese era preposto al Congresso nazionale del popolo e all'Esercito Popolare di Liberazione.
Mentre la Costituzione del 1954 aveva un centinaio di articoli, la nuova Costituzione ne aveva solo una trentina.
La Costituzione venne sostituita nel 1978 da una nuova Costituzione, emanata su iniziativa di Hua Guofeng.